# 斯特穆氏暗光魚
斯特穆氏暗光鱼（学名：Maurolicus stehmanni）为輻鰭魚綱巨口魚目褶胸鱼科的其中一種。分布於西南大西洋的巴西及阿根廷海域，棲息深度可達200公尺，體長可達5.2公分，為深海魚類，會進行垂直性洄游。

## 外部連結
斯特穆氏暗光魚的圖片 （页面存档备份，存于）